# Resolutie 463 Veiligheidsraad Verenigde Naties
Resolutie 463 van de Veiligheidsraad van de Verenigde Naties werd op 2 februari 1980 aangenomen met veertien stemmen voor en geen tegen. Enkel het Verenigd Koninkrijk nam niet deel aan de stemming.

## Achtergrond
Midden jaren 1960 had het blanke minderheidsbestuur van de Britse kolonie Zuid-Rhodesië de onafhankelijkheid uitgeroepen. Het regime werd daarna illegaal verklaard door de Verenigde Naties, en werd sancties opgelegd. Zuid-Rhodesië werd agressief tegen buurlanden die de VN volgden en viel deze landen aan. Het kreeg ook steun van Zuid-Afrika waar een gelijkaardig regime aan de macht was.

## Inhoud
De Veiligheidsraad:
- Overwoog de laatste ontwikkelingen in Zuid-Rhodesië (Zimbabwe).
- Herinnert aan de resoluties over de kwestie, 460 in het bijzonder.
- Bemerkt dat de conferentie in Londen leidde tot een akkoord voor een vrij en onafhankelijk Zimbabwe en een staakt-het-vuren.
- Bemerkt ook dat het Verenigd Koninkrijk Zuid-Rhodesië wil dekoloniseren op basis van vrije verkiezingen.
- Is bezorgd over verscheidene schendingen van het akkoord.
- Herbevestigt de noodzaak om zich strikt te houden aan paragraaf °7 van resolutie 460 die de administratieve mogendheid (het V.K.) opriep te zorgen dat geen Zuid-Afrikaanse of andere troepen in Zuid-Rhodesië bleven of binnenkomen.

1. Herbevestigt het recht van het Zimbabwaanse volk op zelfbeschikking en onafhankelijkheid.
2. Roept alle partijen op zich aan het akkoord te houden.
3. Roept de administratieve mogendheid op het akkoord naar letter uit te voeren.
4. Roept het V.K. op te zorgen voor een volledige terugtrekking van Zuid-Afrika.
5. Roept het V.K. op te zorgen dat Zimbabwanen vrij kunnen deelnemen aan de verkiezingen, waaronder:
a. De snelle terugkeer van bannelingen en vluchtelingen.
b. De vrijlating van politiek gevangenen.
c. De strike naleving van het akkoord door alle krijgsmachten en de beperking van Rhodesische troepen tot hun bases.
d. Gelijke behandeling van alle partijen van het akkoord.
e. De intrekking van alle maatregelen die niet overeenstemmen met vrij eerlijke verkiezingen.
6. Roept het V.K. op te zorgen voor een sfeer waarin vrije eerlijke verkiezingen mogelijk zijn.
7. Roept het V.K. op Zuid-Afrikaanse politiek gevangenen vrij te laten.
8. Veroordeelt Zuid-Afrika voor de bemoeienis met interne Zuid-Rhodesische aangelegenheden.
9. Roept alle lidstaten op de keuze van het Zimbabwaanse volk te eerbiedigen.
10. Besluit de situatie in de gaten te houden tot het territorium volledig onafhankelijk is.

## Verwante resoluties
- Resolutie 455 Veiligheidsraad Verenigde Naties
- Resolutie 460 Veiligheidsraad Verenigde Naties
- Resolutie 477 Veiligheidsraad Verenigde Naties

Lijst ·  462 ·  463 ·  464 ·  465 ·  466 ·  467 ·  468 ·  469 ·  470 ·  471 ·  472 ·  473 ·  474 ·  475 ·  476 ·  477 ·  478 ·  479 ·  480 ·  481 ·  482 ·  483 ·  484